# Córdoba Open 2022
Córdoba Open 2022 — тенісний турнір, що проходив на ґрунтових кортах у місті Кордова (Аргентина) з 31 січня по 6 лютого. Належав до категорії ATP 250.

## Фінальна частина

### Одиночний розряд
Альберт Рамос Віньолас —  Алехандро Табіло   4–6, 6–3, 6–4

### Парний розряд
Сантьяго Гонсалес /  Андрес Мольтені —  Андрей Мартін /  Трістан-Самуель Вайссборн 7–5, 6–3